# ブスケット
ブスケット(イタリア語: Buscheto、もしくはBusketo、Buschetto)は、イタリアの建築家。

## 経歴
ピサ首座大司教座建設組織の記録によれば、ピサ大聖堂の設計をブスケットが行なったとされている。彼が活躍した11世紀から12世紀の平均寿命を考慮すれば、彼がピサ大聖堂の設計に携わったのはかなり若い頃であったと推測される。
ブスケット唯一の作品であるピサ大聖堂の設計及び現場指揮に、彼は1064年の着工から建設途中の1110年まで携わった。大聖堂自体は1118年に不完全ながら奉納された。
ブスケットの作風の特徴として、ロマネスク様式を色濃く反映させていることが大聖堂を通して窺える。彼が設計したピサ大聖堂には、初期キリスト教美術やビザンティン建築、ロンバルディア帯、イスラーム建築などの技法が取り込まれている。
ブスケットという名前(もしくはニックネーム)はギリシア語に由来するとされるが、東ローマ帝国のアルメニア語に起源をもつとも考えられている。

## ギャラリー

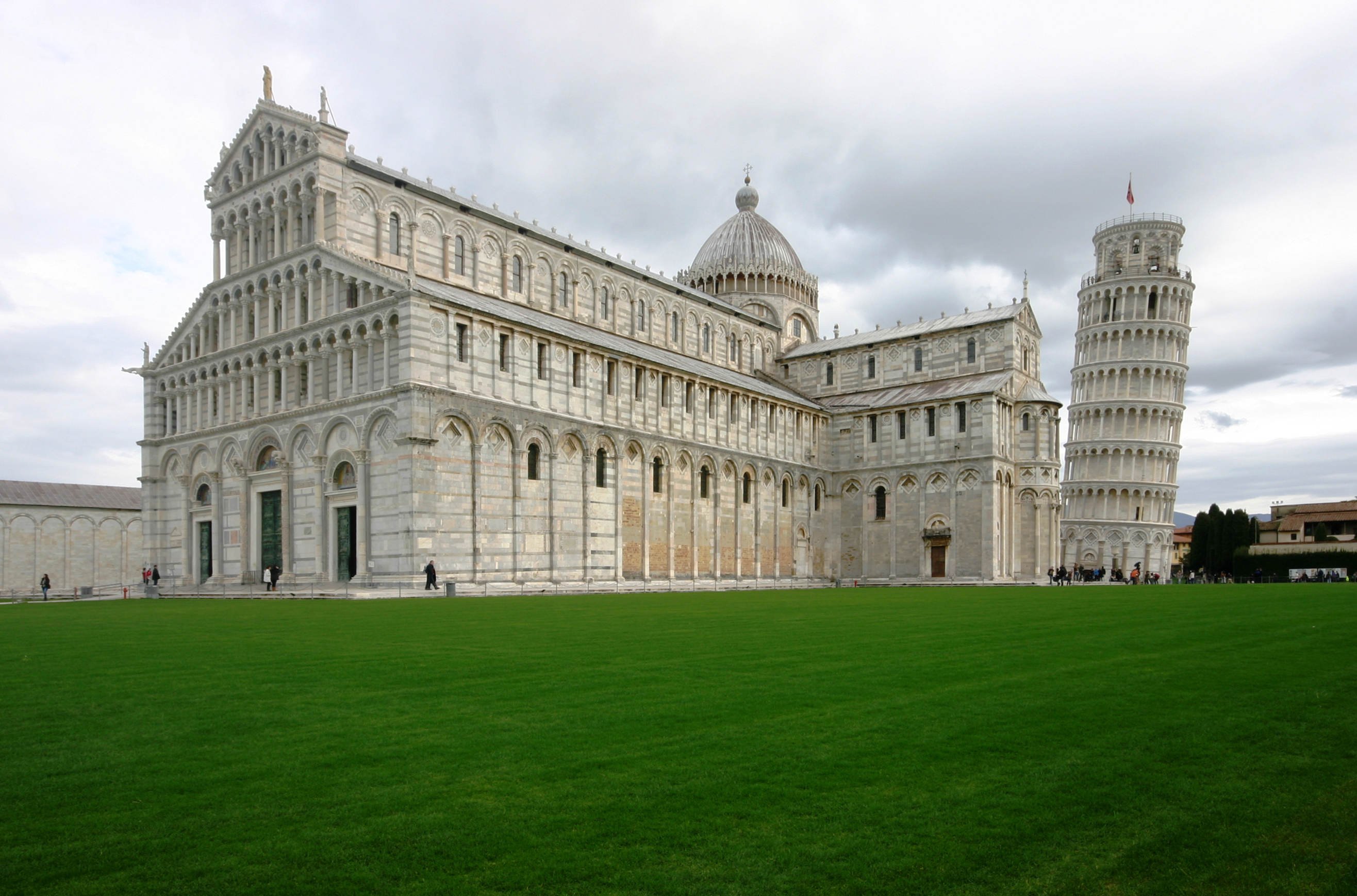
ピサ大聖堂
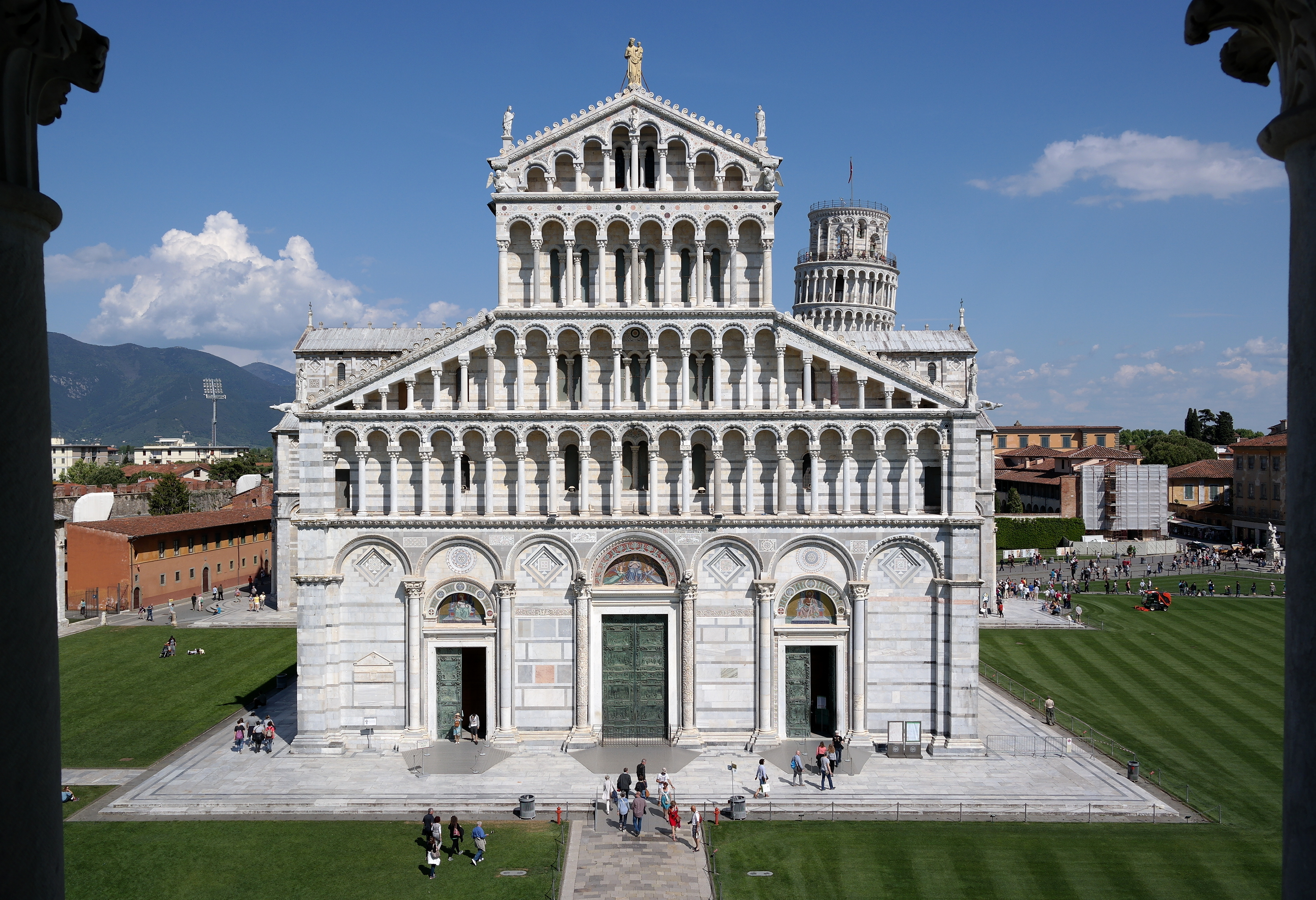
ライナールドに引き継がれ、完成したファサード
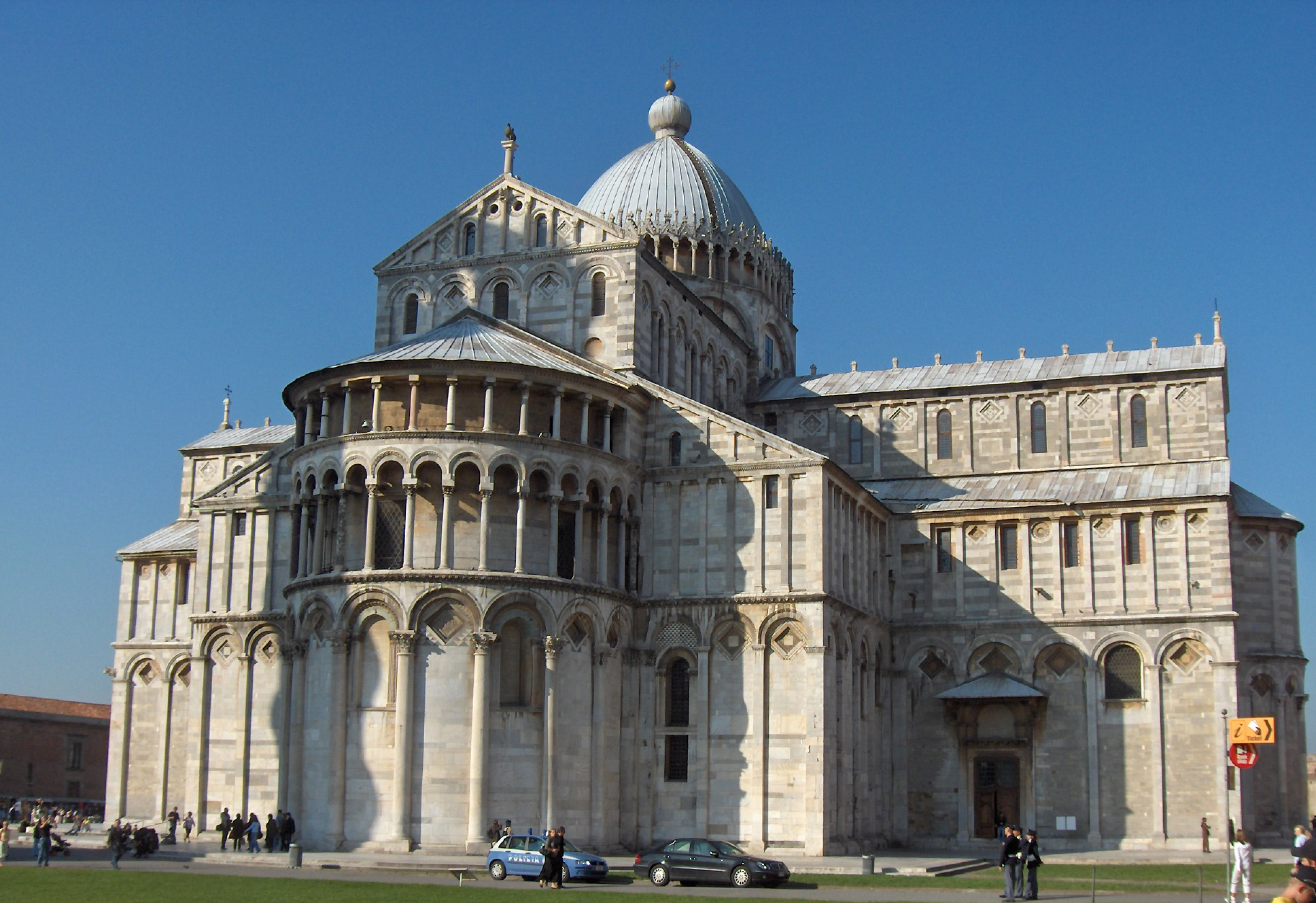
大聖堂のアプス